# マイケル・コリンズ (宇宙飛行士)
マイケル・コリンズ（Michael Collins, 1930年10月31日 - 2021年4月28日）は、アメリカ航空宇宙局（NASA）の宇宙飛行士、空軍軍人。ジェミニ10号、アポロ11号に搭乗した。

## 人物・来歴
イタリアのローマで、米陸軍軍人の息子として生まれる。米国陸軍士官学校を、1952年に卒業、空軍に入隊。この時期の空軍は士官学校が創設期にあたるため、陸海からも人材が集められていた。
その後、T-6テキサンを皮切りに飛行訓練を重ね、F-86戦闘機の操縦士となった。1960年にはエドワーズ空軍基地に置かれたテストパイロット学校を修了している。1962年のジョン・ハーシェル・グレンの宇宙飛行に影響を受けて宇宙飛行士を志願し、選ばれる。ジェミニ計画に参加し、ジェミニ7号では予備搭乗員に選定されている。1966年7月にはジェミニ10号にパイロットとして搭乗し、初の宇宙飛行を経験した。
1969年、歴史上初めて人類を月面に到達させたアポロ11号では司令船パイロットを務めた。コリンズはニール・アームストロングとバズ・オルドリンが着陸船で月面に降下している間、月周回軌道上で司令船の操縦、月面の写真撮影などを行った。そのため、コリンズ自身は月面に到達していない。それゆえ、「忘れられた宇宙飛行士」（the forgotten astronaut）などと称されることもある。
空軍准将で退役。1978年、スミソニアン研究所の副所長になった。1969年にコリアー・トロフィーを受賞、同年に訪日した際、日本政府より文化勲章を贈られた。
2021年4月28日に死去したことが本人のTwitterにて家族により発表された。90歳没。